# تيتانوصوريات
التيتانوصوريات (الاسم العلمي: Titanosauria)، (أو التيتانوصورات؛ أعضاء مجموعة تيتانوصوريا). وهي مجموعة متنوعة من ديناصورات الصوروبودا، التي تشمل أجناس من أفريقيا، وآسيا، وأمريكا الجنوبية، وأمريكا الشمالية، وأوروبا، وأستراليا وأنتاركتيكا. كانت التيتانوصورات آخر المجموعات الباقية من الصربوديات ذات العنق الطويل، مع أصناف لا تزال مزدهرة في وقت انقراض العصر الطباشيري-الباليوجيني. وتضم هذه المجموعة أكبر الحيوانات البرية المعروفة، مثل الباتاغوتيتان [الإنجليزية] (طوله 37م ووزنه 69 طنا) والأرجنتينوصور والبويرتاصور اللذان يماثلانه بالحجم ومن نفس المنطقة (باتاغونيا).